# TOROi
TOROi（トロイ）は、日本の女性アイドルグループ。

## 概要
おやすみホログラムの元メンバー、八月ちゃんがプロデュースしており自身がアイドル、アーティストとして培ってきた、全ての経験を活かし、情熱を注いだ新グループ。
グループキャッチコピーは「"亀"突猛進！？不撓不屈の熱血アイドル！」。コンセプトは「普段はトロくて、みんなと同じようにスマートにこなせない女の子たち。くやしくて心が折れかけ膝をつく毎日。でも私たちは何度も立ち上がる！アイドルをしている時だけは誰にも負けない熱い想いがある！空前絶後の不退転！国境を越え、時空を越え、全世界を巻き込んでみんなで作るビッグウェーブを泳いでいきたい！」。
2023年5月、八月ちゃん、ウタタネアヤ、四季十色、夢苺乃にあの4人で結成。 
2025年3月に八月ちゃんがプロデューサー及びメンバーを離脱。

## メンバー

### 現メンバー
| メンバー    | 備考           |
| ----------- | -------------- |
| 愛楽 つゆ   | 2023年10月加入 |
| ひなの 紫苑 | 2024年6月加入  |
| 神楽 てと   | 2024年7月加入  |

### 旧メンバー
| メンバー      | 備考                          |
| ------------- | ----------------------------- |
| 夢苺乃 にあ   | 初期メンバー、2023年8月脱退   |
| ウタタネ アヤ | 初期メンバー、2023年12月脱退  |
| 鶴命 伊吹     | 2023年10月加入、2024年2月脱退 |
| 四季 十色     | 初期メンバー、2024年6月脱退   |
| 天沢 姫加     | 2024年7月加入、2024年9月脱退  |
| 八月ちゃん    | 初期メンバー、2025年3月脱退   |

## 作品

### 楽曲
| # | 販売日日      | タイトル | 品番 | 収録曲                             | 備考     |
| - | ------------- | -------- | ---- | ---------------------------------- | -------- |
| 1 | 2023年6月30日 | 初めに   |      | 1. 初めに 2. 初めに (Instrumental) | 配信のみ |

## ライブ・イベント
- ファーストワンマンライブ「TOROi FiRST GiG ~攻撃再開~」（2023年6月18日、中野heavysick ZERO）
- 新衣装お披露目ライブ「オーサカヤングガン」（2023年9月12日、心斎橋VARON）
- 新メンバーお披露目ライブ「ギュウ農フェス THE LIVE！in歌舞伎町」（2023年10月1日、新宿BLAZE/新宿SAMURAI/ロフトプラスワン）
- 新メンバーお披露目ライブ「TOROi単独公演 -Naked Voice-」（2023年10月25日、下北沢フラワーズロフト）
- セカンドワンマンライブ「TOROi Second GiG ~無敵SUMMIT~（エクスタシーサミット）」（2023年12月8日、渋谷CYCLONE）